# Datyňka
Die Datyňka, auch Horní Datyňka, (deutsch Dattiner Bach bzw. Rakowcza) ist ein linker Nebenfluss der Lučina in Tschechien.

## Verlauf
Die Datyňka entspringt östlich von Řepiště bei der Einschicht Rohov in den Ausläufern des Beskidenvorlandes als Horní Datyňka. An ihrem zunächst nach Norden führenden Lauf fließt sie an Vratimovské Zadky vorbei. Zwischen Zadky und Rakovec nimmt sie linksseitig den aus Řepiště zufließenden Bach Datyňka auf. Danach wendet sich der Bach nach Nordosten und fließt nordöstlich an Václavovice vorbei. An ihrem Unterlauf wendet sich die Datyňka erneut nach Norden. Ihr Lauf führt dabei zwischen Horní Datyně und Volenství hindurch zum Tal der Lučina. Westlich des Bahnhofes Šenov wird der Bach von der Bahnstrecke Ostrava – Český Těšín überbrückt und mündet dann nach 8,6 Kilometern zwischen den Teichen Volenský rybník und Košťálovický rybník unterhalb von Šenov in die Lučina.

## Zuflüsse
- (obere) Datyňka (l), Rakovec